# 九条幸家
九条 幸家（くじょう ゆきいえ）は、安土桃山時代から江戸時代前期にかけての公家（公卿）・藤氏長者。藤原氏摂関家九条流の九条家の当主。官位は従一位、関白、左大臣。初名は忠栄（ただひで）。また一字名として「句」「勻」とも。
妻の豊臣完子を通じて徳川将軍家と姻戚関係にあったことから江戸幕府から朝廷への交渉役に選ばれ、朝廷と幕府の仲介に尽力、関白を2度務め両者が衝突する度に関係修復に奔走した。京狩野の重要なパトロンでもあり、3代の画家たち（狩野山楽・山雪・永納）を庇護し彼等の危機を救うなど京狩野に欠かせない支援者だった。

## 生涯

### 幼少期から結婚まで
天正14年（1586年）、九条兼孝の子として生まれる。母は権大納言・高倉永家の娘熙子。
天正18年（1590年）2月21日、5歳で元服とともに正五位下左近衛少将に叙任され、以後も昇進を続ける。忠栄は利発で、同年1月に雪が降った際「雪ふれば鳥がすくみて枝にある」と読んだ（『多聞院日記』）。養祖父の九条稙通はこの養孫に期待をしたらしく、源氏物語伝授を養子の兼孝ではなく忠栄に伝授しようとした。しかし、稙通と忠栄の歳は79も離れていたため、賀茂社の賀茂尚久に「返し伝授」を託した。尚久は稙通の願いを叶えて元和5年（1619年）3月10日、忠栄が34歳の時に源氏三ヶ秘決を伝授している。更に、この秘決は寛永12年（1635年）1月11日に次男で後継者の九条道房に受け継がれた。
天正19年（1591年）1月5日に従四位下左近衛中将、文禄2年（1593年）11月11日に従四位上、慶長4年（1599年）12月25日に従三位権中納言に任じられ官位は順調に上がった。しかし一方で、従三位になる前の慶長3年（1598年）に豊臣秀吉が薨去、後陽成天皇が弟の八条宮智仁親王（忠栄の姉の夫）への譲位を希望して父や2人の叔父二条昭実・鷹司信房や一条内基ら摂家当主たちに反対され撤回するなど、世情は不安定になっていた。そうした中で弟の増孝が叔父（昭実の弟・信房の兄）の三宝院門跡義演に選ばれて随心院に入室、三宝院には元和4年（1618年）に信房の子で従弟の覚定が入ったが、後に増孝と覚定は対立することになる。
慶長6年（1601年）1月6日に正三位、翌慶長7年（1602年）1月6日に従二位、慶長9年（1604年）8月1日には正二位権大納言になった。同年6月3日に秀吉の大姪（秀吉の甥豊臣秀勝と江の娘）・完子と結婚。この高度に政治的な婚姻を仕立てたのは完子の伯母で秀吉の未亡人・淀殿であり、息子の豊臣秀頼の関白就任の布石を打つ狙いがあった。かたや九条家も豊臣氏・徳川氏（徳川将軍家）と繋がる完子との縁でお家安泰を図れるという利点があり（完子の母江は父亡き後に徳川家康の息子徳川秀忠と再々婚）、徳川氏も豊臣氏との融和関係や摂家を含む朝廷との関係を強化することが期待出来た。忠栄と完子の結婚は豪華さが注目され、淀殿が姪の嫁入り支度に金を惜しまず、九条家へ屋敷を新築（九条家新御殿）したことが公家たちの話題に上り複数の日記（舟橋秀賢の『慶長日件録』・西洞院時慶の『時慶卿記』・山科言経の『言経卿記』）に記録されている。結婚が注目された一方で不幸な出来事も起こり、完子の乳母が祝言の夜に自殺、5ヶ月後の11月8日には忠栄の姉の智仁親王妃が死去、父は悲しみのあまり関白を辞任して出家隠居する事態にまでなった。これにより忠栄が九条家を背負うことになった。

### 最初の関白就任
慶長11年（1606年）9月22日に左近衛大将、翌慶長12年（1607年）1月11日に右大臣と官位を進め、慶長13年（1608年）1月7日に左近衛大将を辞任するも同年12月26日に関白・藤氏長者になった。またこの時期に息子が2人誕生、右大臣就任から13日後の慶長12年1月24日に長男松鶴、慶長14年（1609年）8月13日に次男が誕生、松鶴は叔父の二条昭実に子がいないため慶長16年（1611年）12月26日に昭実の養子として二条家を相続（二条康道）、2週間後の21日に元服した次男は忠象と名乗り（寛永8年（1631年）11月2日に九条道房に改名）、九条家を相続することが決められた。以後も息子が2人誕生、慶長20年（1615年）2月17日に生まれた三男千世鶴は寛永11年（1634年）7月8日に元服して道基に改名（寛永20年（1643年）に道昭に改名）、29日に再興された松殿家を継いだ（松殿道基）。元和8年（1622年）2月22日に生まれた四男栄厳は叔父に当たる増孝の後を継いで随心院門跡となった。
また、東西両本願寺に娘を嫁がせており、両統の並立を後ろ盾とした。長女の成等院（序君）は東本願寺宣如に、次女の貞梁院（通君）は西本願寺良如に嫁いだ。三女の日怡は完子の祖母日秀尼が建てた瑞龍寺2世になっている。
関白は慶長13年から慶長17年（1612年）まで務めたが、就任から翌年の慶長14年に猪熊事件が起こり、事件に対する幕府の処分に不満を募らせた後陽成天皇が再度譲位の意向を示した。翌慶長15年（1610年）に江戸幕府の承諾を得た上で政仁親王（後水尾天皇）の元服と譲位へ準備が進んだが、幕府が譲位延期を申し出たため激怒した天皇と幕府との関係がこじれ、10月23日に大御所徳川家康から他の摂家と協議の上で事態収拾を伝えられた手紙を受け取った忠栄は、摂家衆や京都所司代板倉勝重、天皇の母で女院・新上東門院らと協議して天皇を説得した。
元服と譲位を同日に行いたい天皇は摂家衆の説得を中々聞き入れなかったが、摂家当主の1人近衛信尹や勝重、智仁親王らが天皇を説得したため天皇も折れ、12月23日に政仁親王の元服、翌慶長16年3月27日に譲位、4月12日に即位式が決められた。忠栄は元服で親王の加冠役を務め、慶長17年3月25日に左大臣に昇り、7月25日に関白を辞任した。次の関白は従弟の鷹司信尚が継いだ。

### 関白再任、朝幕関係の仲介に奔走
慶長19年（1614年）1月5日に従一位叙位、13日に橘氏の実質的な氏長者である橘氏是定に任命された。翌日の14日に左大臣を辞任したが、尚も朝幕関係の交渉をすることになった。家康が禁中並公家諸法度を公布する前の慶長20年5月17日に昭実・信房と共に草稿の吟味に当たり（2ヶ月後の元和元年7月17日に公布）、同年7月28日に昭実が関白に再任されたが、4年後の元和5年（1619年）7月14日に薨去すると9月14日に忠栄が後任の関白に選ばれた。忠栄にとってもこれは再任だった。また、昭実から二条家の将来を託され、康道の実父として他の親族たちと共に後見人となり、昭実から二条家の相伝である即位灌頂（天皇の即位式の中で行われた密教儀式）の資料『御即位勧請并叙位除目之相伝』を預かり、康道が21歳になった寛永4年（1627年）に資料を返した。以後康道はこの資料を用いて即位灌頂を行い、明正天皇と後光明天皇それぞれの即位灌頂（寛永7年（1630年）9月12日・寛永20年10月21日）で伝授役を務めている。
2度目の関白在任中も朝幕関係の対処に追われ、幕府が2代将軍徳川秀忠の娘で忠栄の義妹に当たる和子（後の東福門院）を入内させる案件を進めた矢先、典侍四辻与津子が後水尾天皇との間に賀茂宮、文智女王を出産していたことが発覚、秀忠が与津子に近い公家たちを処罰（およつ御寮人事件）、天皇が怒り譲位の可能性も持ち上がった。元和6年（1620年）2月26日に忠栄は天皇の弟の近衛信尋と共に幕府側の勝重や藤堂高虎との談判に臨み、翌27日に天皇の妥協を引き出し和子入内を実現させ、幕府に処罰された公家たちも赦免させた（その中には母方の従兄堀河康胤も含まれていた）。
事件終息から4ヶ月後の6月18日に和子は入内したが、それまでの間は関白として幕府関係者と談合して入内に尽力した。4月22日に京都所司代板倉重宗（勝重の長男）と、6月12日に老中酒井忠世・土井利勝らと談合していた。入内後も幕府との交際は続き、元和8年11月9日から年末まで江戸へ下向、翌元和9年（1623年）6月に秀忠が息子の徳川家光の将軍宣下のため上洛すると、7月に将軍宣下を受け御礼のため8月に内裏へ参内した家光と対面、和子の懐妊に際し義演に出産祈祷を依頼している。閏8月16日に関白を辞任、次の関白は信尋が継いだ。

### 隠居、晩年
関白辞任後は慶事と身内の不幸に接し、元和9年11月24日に鷹司信房夫妻の媒酌で、康道が後陽成天皇の皇女で後水尾天皇の同母妹貞子内親王と祝言を挙げ、寛永元年（1624年）12月13日に2人の間に孫の二条光平が誕生した一方、前日に母が他界する不幸に遭っている。寛永3年（1626年）閏4月21日には義演も亡くなり、9月15日に秀忠・家光父子が再上洛していた最中に姑・江が江戸城で死去、翌寛永4年8月29日から10月28日まで江戸へ再下向した（増上寺で江の一周忌が行われたためと推測される）。寛永5年（1628年）には和子が産んだ高仁親王が夭折、信房・信尋と協議の上で内々に葬送した。
高仁親王の夭折、紫衣事件で明らかになった幕府の朝廷統制など焦りと不満が高まった天皇から、寛永6年（1629年）5月7日に病気療養を理由にした譲位を他の公家9人共々諮問され、消極的ながら賛成の返答書を天皇へ送った。11月8日に天皇は幕府に相談せず興子内親王へ譲位（明正天皇）、朝幕関係がまたもや不穏になる中、譲位諮問前の閏2月17日に家督を忠象へ譲り隠居した。2年後の寛永8年閏10月21日、46歳の時に名を幸家と改め（11月2日に忠象も道房に改名）、翌寛永9年（1632年）11月5日に道房が越前北ノ荘藩主松平忠直の娘で和子（東福門院）の姪に当たる鶴姫と結婚する慶事があったが、12月23日に次女貞梁院に先立たれる不幸に遭遇している。
隠居後は政治関与が少なくなったが、幕府との繋がりは保たれ、寛永11年6月に3度目の上洛を果たした家光が7月上旬から8月上旬まで京都に滞在中、閏7月13日に家光へ謝意を述べるため道基と共に二条城の家光と面会、翌寛永12年（1635年）2月8日にも道基と共に江戸城へ向かい家光へ謝意を示している。これは松殿家再興に家光の助力があったからとされる。一方でこの時期も慶事と身内の不幸が相次ぎ、寛永13年（1636年）1月17日に父が薨去、寛永21年（1644年）7月21日に増孝も死去、翌正保2年（1645年）1月28日に光平が後水尾上皇の皇女で明正上皇の同母妹かつ後光明天皇の異母姉に当たる賀子内親王と縁組、慶安元年（1648年）に2人の間に曾孫隆崇院（徳川綱重室）が誕生した。
だが正保3年（1646年）6月12日に道昭（道基から改名）が薨去、道房も重病で生死を彷徨う中、康道と共に後水尾上皇を介して幕府に道房の摂政就任を望み、年が明けた正保4年（1647年）1月5日に道房を摂政・藤氏長者としたが、5日後の10日に道房は薨去。半年で息子2人に先立たれた幸家は九条家存続に尽力、従弟の鷹司信尚の孫（鷹司教平の子）を自らの孫で道房の娘待姫の婿養子に迎えたが（九条兼晴）、7歳と幼少のため後見人として九条家を支えることになった。
慶安2年（1649年）8月14日に橘氏是定に再任、承応2年（1653年）7月20日に兼晴と共に花町宮良仁親王（後の後西天皇）の江戸下向へ同行、明暦元年（1655年）5月14日に良仁親王に若宮（後の八条宮長仁親王）が誕生すると邸宅を提供したが、前述の通り幸家の政治関与は少なくなる一方で、家族の結婚・死去が相次ぎ万治元年（1658年）6月4日に孫で待姫の姉妹愛姫が安芸広島藩主浅野綱晟と結婚するも（後に愛姫の死後妹の八代姫が綱晟と再婚）、8月18日に妻完子が他界、万治4年（1661年）に光平邸から出火した火事が内裏・御所・多くの公家屋敷・町家・武家長屋を焼き払う大火災になる災難に遭い、寛文4年（1664年）2月3日と閏5月10日には三女日怡と四男栄厳も死去、存命の息子は康道しか残らなかった。
寛文5年（1665年）7月21日に高齢で体調を崩し、8月21日に薨去。享年80。法名は惟忖院。翌寛文6年（1666年）7月28日に康道も後を追うように薨去。

## 人物

### 家族・学問・信仰
完子との結婚生活は54年に達し、夫婦仲は良かった。このため徳川将軍家からの助力が得られ、松殿家再興など九条家に繁栄をもたらした。
学問は養祖父から賀茂尚久を通じて伝授された源氏三ヶ秘決以外にも興味を示し、慶長7年から慶長12年まで『大学』『蒙求』『職原抄』『古文真宝』『三略』『孟子』など日本や中国から伝わる数多くの学問を舟橋秀賢から教わったことが彼の日記『慶長日件録』に記されている。秀賢の死後も『拾芥抄』『続詞花和歌集』『日本書紀』を読んだり学んだりして、広い学問を身に着けていたことがうかがえる。日記『幸家公記』を元和6年11月10日から書き始めたが、同年・元和9年・元和10年（1624年、寛永に改元）・寛永元年の一部の合計5冊が断続的にしか残っていない。
信仰は吉田神道との関わりが強く、吉田家一族の神龍院梵舜と親しかった。元和6年から交流を始めたことがきっかけで、しばしば梵舜に祈祷を依頼したり、梵舜から屋敷に鳥居・神社などの建造、他の神社より祭神の勧請を勧められ承諾したことが幸家公記と梵舜の日記『梵舜日記』に記されている。梵舜は寛永9年11月18日に没するが、亡くなる前の同年1月26日に幸家から道房の屋敷内の鎮守社に春日大明神の勧請を命じられたこと、5月23日に幸家に伺候していたことから、両者の交流は梵舜が亡くなる年まで続いていたことが確認されている。

### 京狩野との関係
幸家は京狩野3代の画家狩野山楽・狩野山雪・狩野永納と長く結びつき、彼等との関係は61年に達した。幸家の家臣信濃小路季重が残した九条家当主の日記の抄録は現存しないが、美術研究誌『国華』から引用した明暦元年6月3日条の記録に京狩野と九条家の関係が書かれていたという。
京狩野と幸家の関わりは慶長9年の幸家と完子の結婚から始まり、淀殿が提供した新築（九条家新御殿）の障壁画制作に山楽を抜擢したことがきっかけになった。前述の信濃小路季重の抄録から山楽は10余りの建物からなる御殿のいくつかの部屋に源氏物語・百馬などを描いたことが記され、御殿の絵は詳細が分からないが、東京国立博物館に保管されている『車争図屏風』は襖絵を4曲1隻の屏風にした作品で、御殿の部屋の1つ源氏之間にあった襖絵の一部と考えられている。ただし、山楽と一緒に絵を描いたとされる山雪については、山楽の弟子になったのが御殿新築から翌年の慶長10年（1605年）となっているため疑問視されている。
幸家と山楽の関係は慶長20年になると親密になる。この年に大坂の陣が終結し豊臣氏が滅亡、徳川軍の残党狩りから身を隠した山楽の助命嘆願に幸家が一役買ったからである。山楽の孫永納が書いた『本朝画史』によると、豊臣恩顧と見られ徳川軍から狙われた山楽を松花堂昭乗が石清水八幡宮のある男山滝本坊に匿い、残党狩りから守ったという。しかし京狩野第11代当主狩野永祥が明治2年（1869年）から明治4年（1871年）に記した『京狩野家資料』の中の史料『御用留（四）』では、幸家が秀忠に山楽の助命嘆願を働きかけたと書かれている。前述の通り姑・江が秀忠の正室として再嫁したことから、幸家は御台所の婿という姻戚関係となり、朝廷と幕府の仲介役としても貴重な存在となる。この関係を活かし完子と共に江に山楽の助命嘆願を依頼、江から伝えられた秀忠が願いを叶えたことで山楽は救われた。
以後山楽は幸家を始め九条家と結びつきが強くなり、元和6年に幸家から屏風制作を請け負い（屏風は現存せず）、幸家の2人の娘の嫁ぎ先である東西両本願寺に山楽の絵が伝わり、西本願寺の『鷙鳥図屏風』、東本願寺の広間の『松竹・鶴』『夏冬・四季花鳥』・鶴之間の『花鳥』・黒書院の『源氏60帖』、東本願寺別院の大通寺含山軒にある『山水図襖』が作品と伝えられている。秀忠やその他有力者からも注文を請け負うようになった山楽にとって、幸家は命の恩人であると共に、彼と姻戚関係にある人々を通じて仕事を広げてくれた支援者でもあった。
山楽の婿養子で寛永12年の彼の死で後を継いだ山雪は幸家との関係も引き継ぎ、正保4年に幸家から東福寺所蔵の明兆筆三十三身観音像の内、欠けていた2幅の補作を命じられ、見返りに幸家の執り成しで法橋に叙せられた。この仕事は道房・道昭兄弟の冥福を祈るためだったとされ、4年後の慶安4年（1651年）6月に行われた東福寺塔頭の常楽庵の洪鐘改鋳も同じ意味を込めて正保4年から計画されたと推測されている。また幸家の3人の息子（康道・道房・道昭）に山雪がたびたび挨拶・面会へ訪れ、仕事の注文や作品の献上をしていたことがそれぞれの日記（『康道公記』・『道房公記』・『松殿卿記』）に確認され、九条家ゆかりの随心院（幸家の弟増孝と末子栄厳が入室）に『蘭亭曲水図屏風』、大通寺に『達磨・龍・虎図』『四季耕作図襖』など多数作品が残されている。
九条家絵師として順調だった山雪だが、義弟の狩野伊織（山楽の実子で山雪の妻竹の弟）が借金問題で訴えられたことで暗転、山雪は縁座（親族の連座）で投獄された。慶安元年5月7日の裁判で初め伊織が揚屋に留置されたが、翌慶安2年9月25日に再度行われた裁判で、縁座を適用すべきと考えた京都所司代板倉重宗の判断で、山雪が伊織と入れ替わりで揚屋に留置されたのである。こうした山雪の苦難に幸家が救いの手を差し伸べ、詳しい時期は不明だが慶安年間に山雪は釈放されたという。京狩野家資料に書かれた九条家による山雪の助命はこの出来事を指していると思われる。
慶安4年に死去した山雪の後を継いだ息子の永納は21歳と若かったが、幸家から九条家出入りを許され、祖父や父と同じく幸家と家族たちのために作品を提供していった。こうした九条家との関わりで永納は次々と絵を描き上げ、肖像画を永納、詞書を幸家が執筆した合作『新三十六歌仙図帖』を制作、幸家の孫娘の夫浅野綱晟や林鵞峰に九条家の家宝『中殿御会図』を模写して送ったことや、万治2年（1659年）に光平の書を加えた『舞楽図巻』を描いたことが伝えられる。幸家を介して仕事が広がった永納は、幸家亡き後も九条家や二条家との繋がりを保ち、彼等の注文で様々な絵を描き続けた。
以上のように、幸家は京狩野3代の画家たちを単に召し抱えただけでなく、彼等の苦難を救った恩人だった。山楽・山雪および幸家が互いの関係についてどう考えていたか、資料が少ないため不明だが、永納は本朝画史で「自分は幸いにも太平の日を送り、翰墨を仕事としてきた。この聖恩に感謝する」と書き残した。この文章は祖父と父が経験した苦難を踏まえて、名前は記さなかったが京狩野が存続出来たのは幸家のお陰だと感謝の言葉を込めた物と推定されている。

## 官位官職経歴
- 天正18年（1590年）：正五位下・左近衛少将
- 天正19年（1591年）：従四位下・左近衛中将
- 文禄2年（1593年）：従四位上
- 慶長4年（1599年）：従三位・権中納言
- 慶長6年（1601年）：正三位
- 慶長7年（1602年）：従二位
- 慶長9年（1604年）：正二位・権大納言
- 慶長11年（1606年）：左近衛大将
- 慶長12年（1607年）：右大臣
- 慶長13年（1608年）：左近衛大将を辞す、藤氏長者・関白
- 慶長17年（1612年）：左大臣、関白を辞す
- 慶長19年（1614年）：従一位
- 元和5年（1619年）：関白再任
- 元和9年（1623年）：関白を辞す

## 系譜
- 父：九条兼孝（1553-1636）
- 母：高倉熙子 - 高倉永家の娘
- 正室：豊臣完子（1592-1658） - 豊臣秀勝の娘
  - 長男・二条康道（慶長12年（1607年） - 寛文6年（1666年））：二条家第16代当主
  - 長女・序君（慶長13年（1608年） - 延宝8年（1680年））：東本願寺宣如室。琢如の母
  - 次男・九条道房（慶長14年（1609年） - 正保4年（1647年））：九条家第19代当主
  - 次女・通君（慶長18年（1613年） - 寛永9年（1632年））：西本願寺良如室
  - 三男・松殿道基（慶長20年（1615年） - 正保3年（1646年））：松殿家第12代当主
  - 四男・栄厳（元和8年（1622年） - 寛文4年（1664年））：東大寺別当、随心院住持、大僧正
  - 三女・日怡（寛永2年（1625年） - 寛文4年（1664年））：瑞龍寺2世